# St. Johannes der Täufer (Forbach)

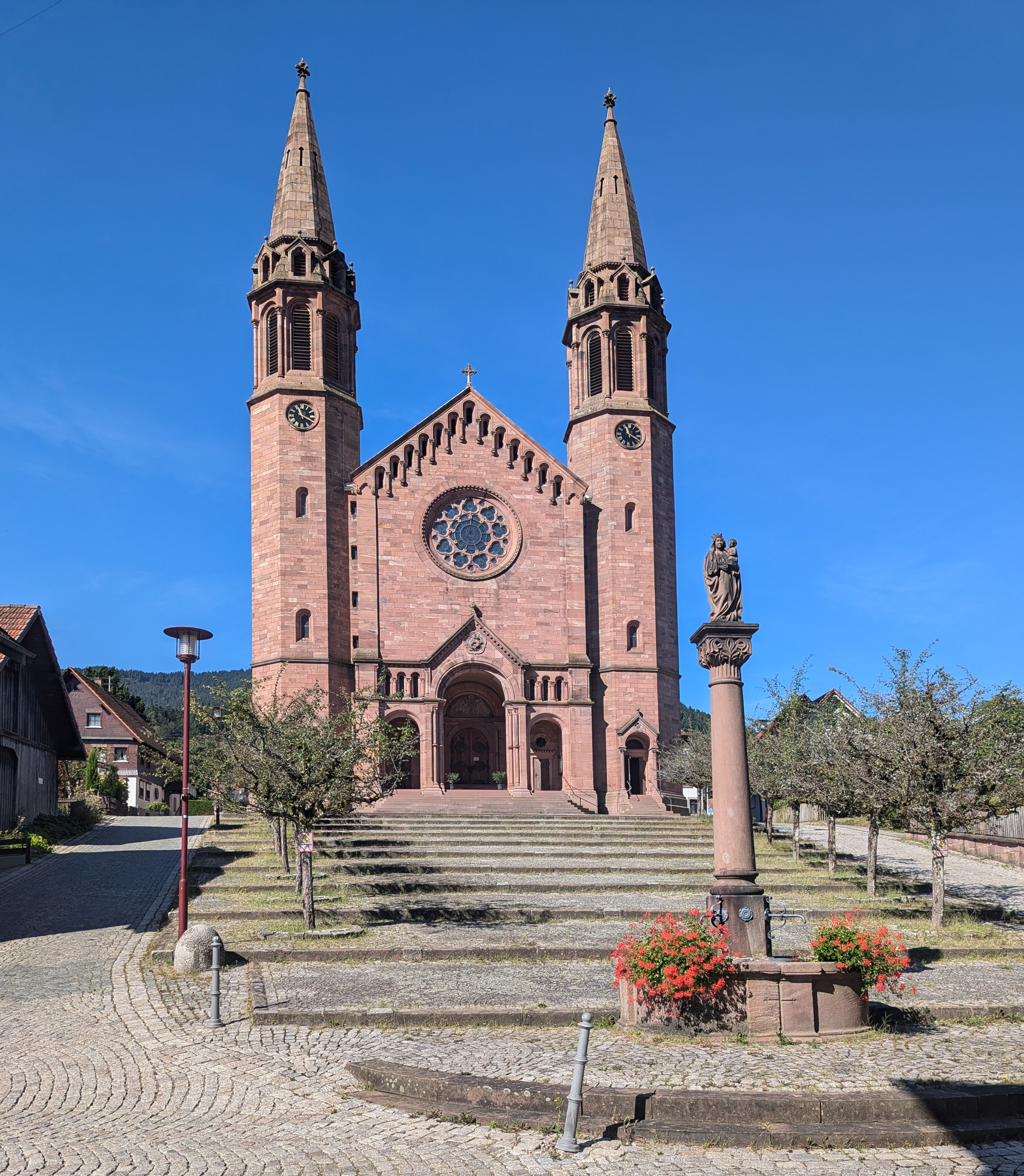
St. Johannes der Täufer in Forbach, Ansicht der Turmfassade vom Kirchplatz

Die römisch-katholische Pfarrkirche St. Johannes der Täufer steht in Forbach, einer Gemeinde im Landkreis Rastatt in Baden-Württemberg. Sie ist ein geschütztes Kulturdenkmal nach dem  baden-württembergischen Denkmalschutzgesetz. Die Kirchengemeinde gehört zum Dekanat Rastatt im Erzbistum Freiburg.

## Beschreibung
Die neuromanische Basilika aus Quadermauerwerk wurde 1886–91 nach einem Entwurf von Adolf Williard errichtet, nachdem der Vorgängerbau von 1789 abgerissen worden war. Sie besteht aus einem Langhaus mit einem Mittelschiff und zwei Seitenschiffen, einem eingezogenen, von Treppentürmen flankierten Chor mit Fünfachtelschluss im Westen und einer Doppelturmfassade im Osten. Die Fassade des Mittelschiffs, die von den beiden achteckigen Kirchtürmen flankiert wird, ist mit einer Fensterrose über dem Portal verziert. Die acht Kirchenglocken sind auf die beiden Glockenstühle der Kirchtürme verteilt.
Die Kapelle im Scheitel des Chorumgangs wurde 1913 zur Sakristei umgebaut. Der 1953 hell überstrichene Innenraum wurde seit 1991 wieder in den ursprünglichen Zustand versetzt. Im Chorbogen wurde eine Empore eingebaut. Auf ihr steht die Orgel, die 1965 vom Freiburger Orgelbau August Späth als Opus 3 gebaut wurde. Sie umfasst 39 Register auf drei Manualen und Pedal.

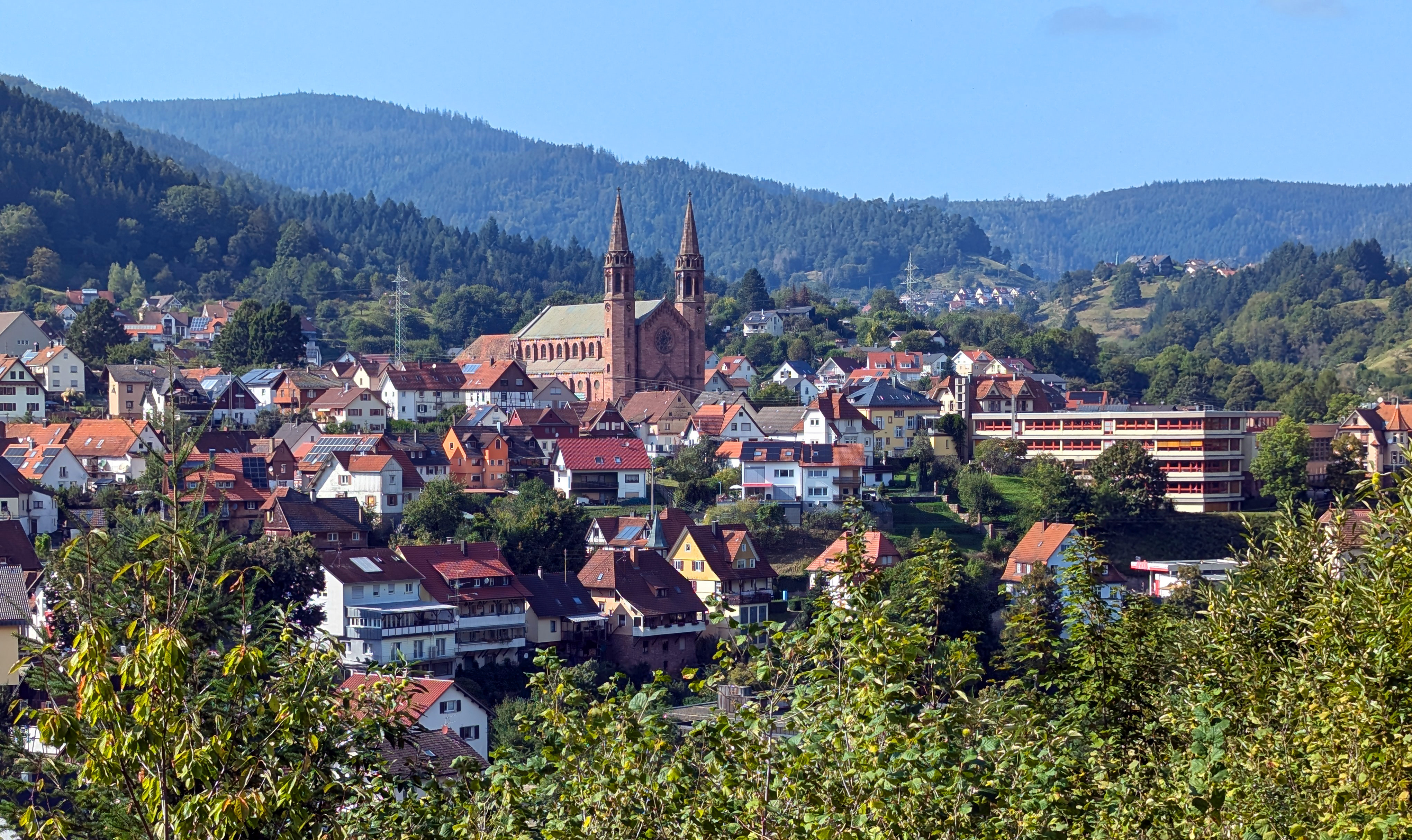
Lage der Kirche in Forbach
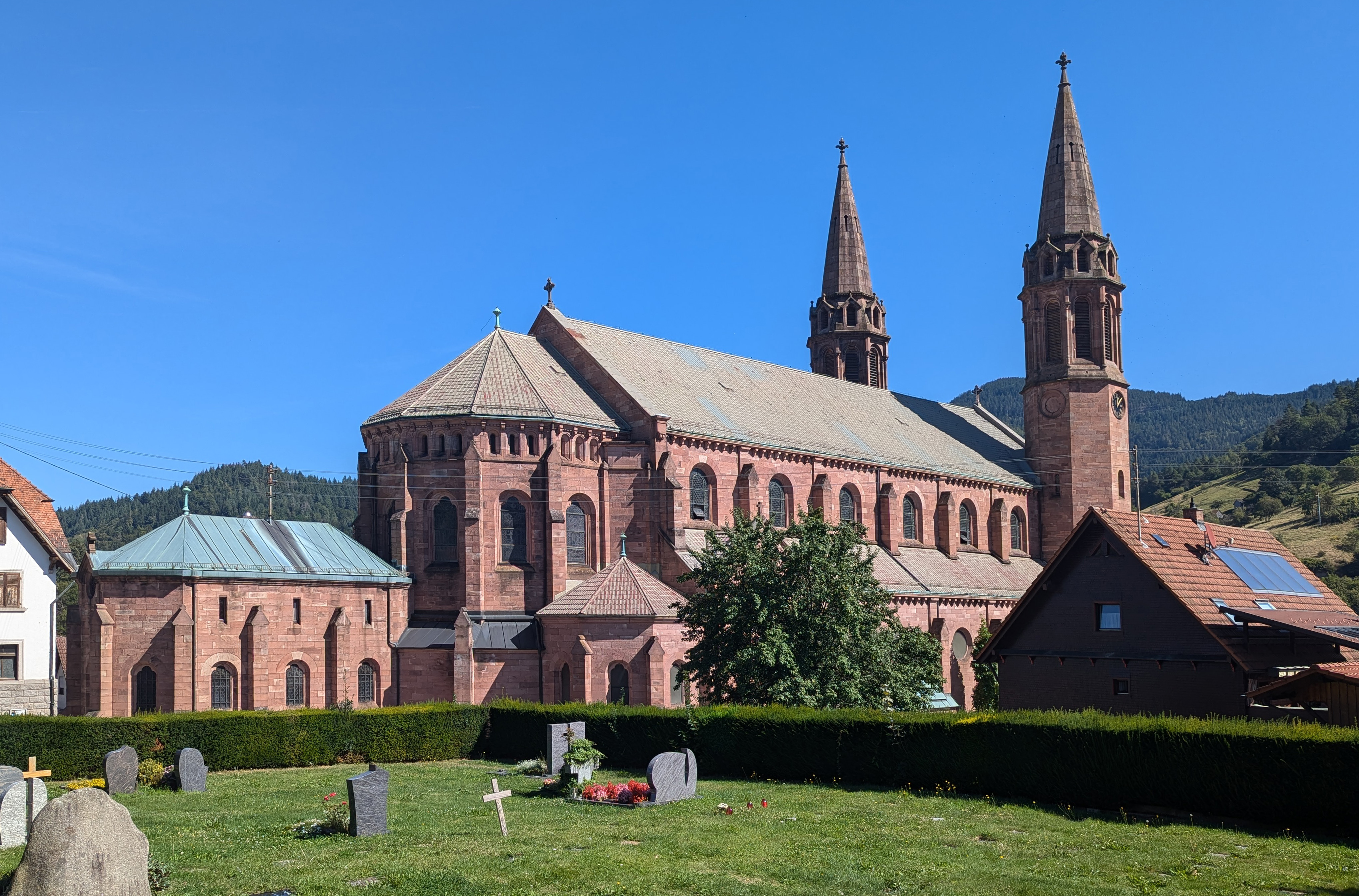
Ansicht vom Friedhof
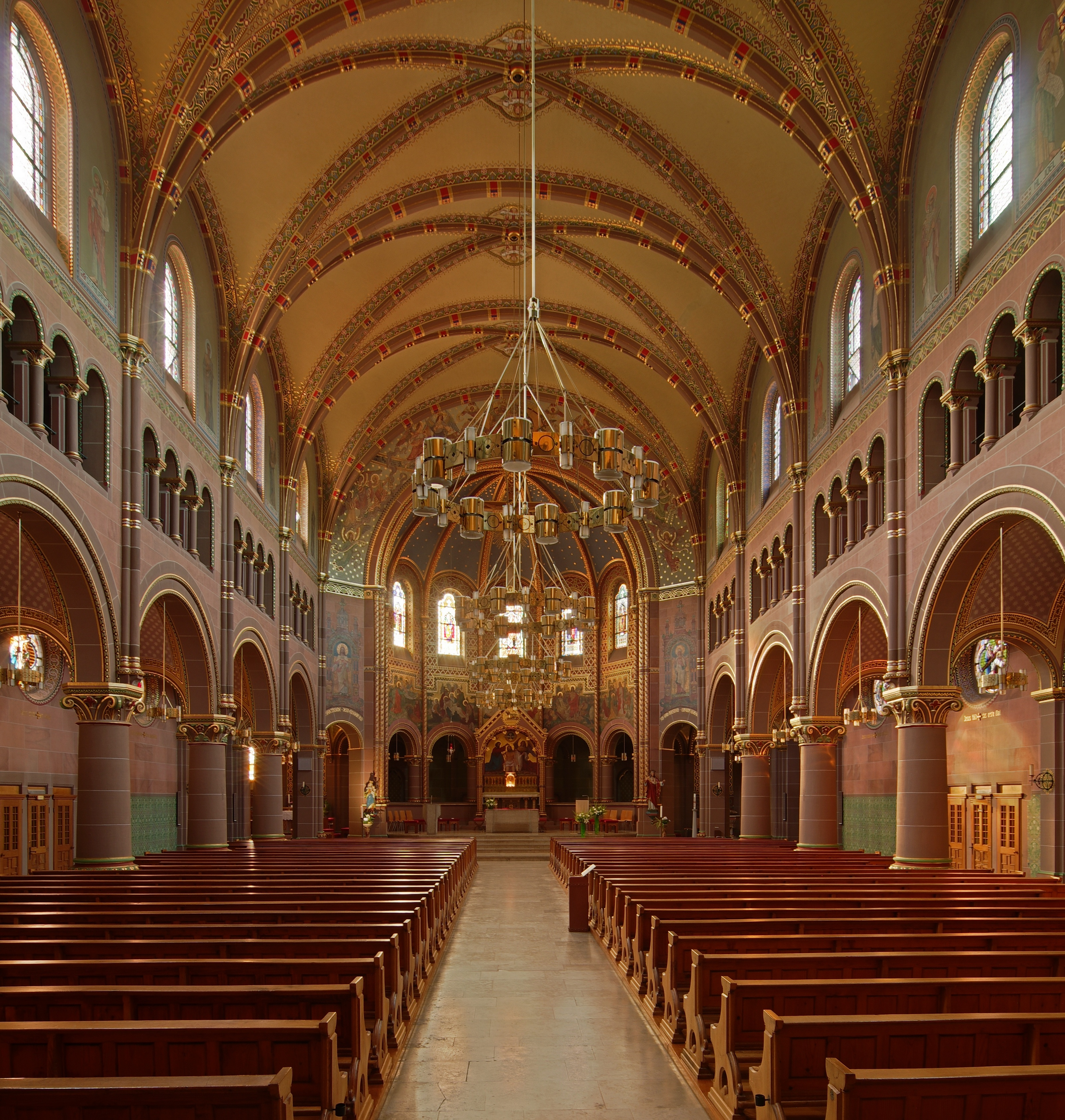
Innenraum
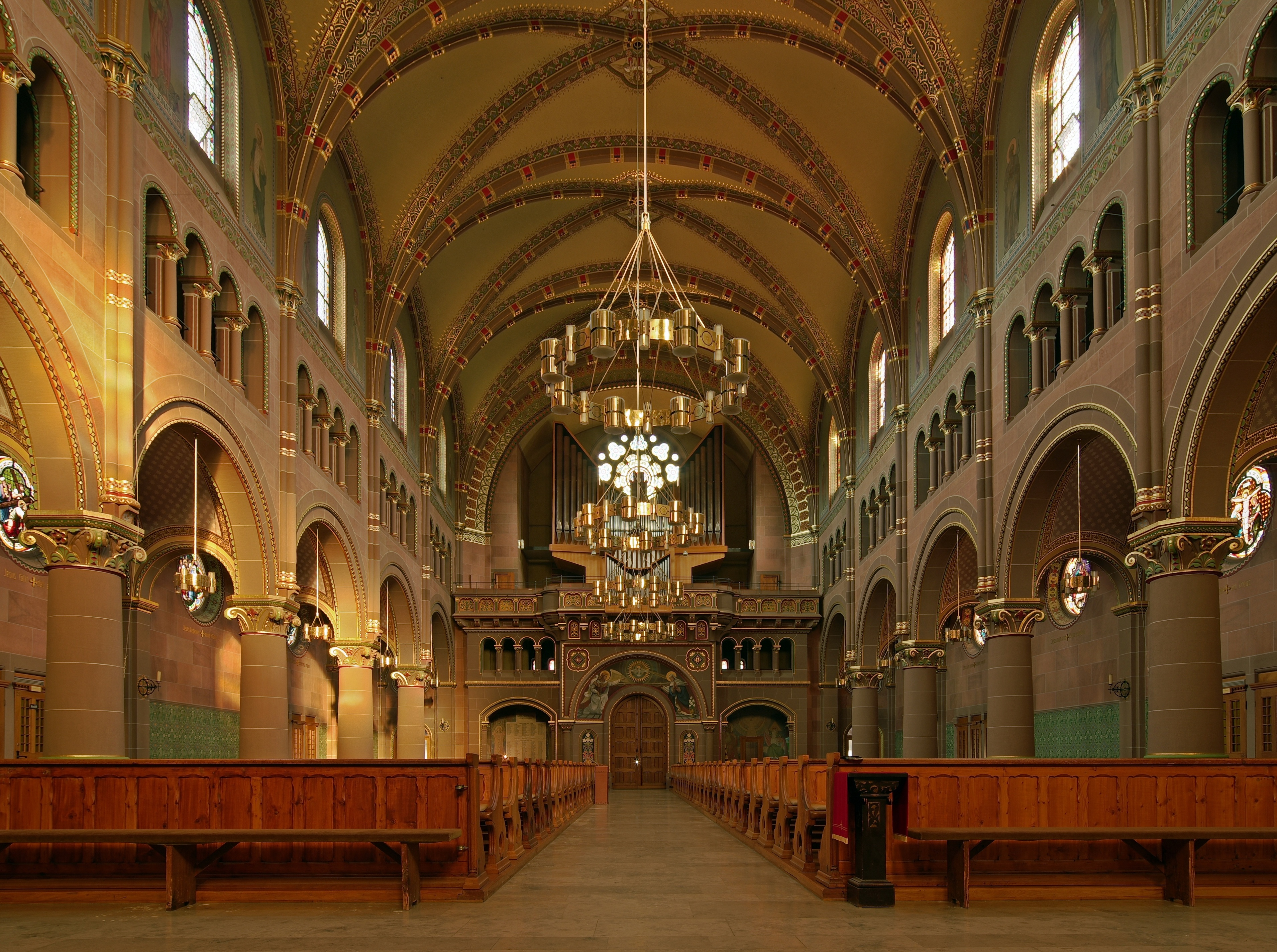
Blick zur Orgel